# Georgi Lozanov

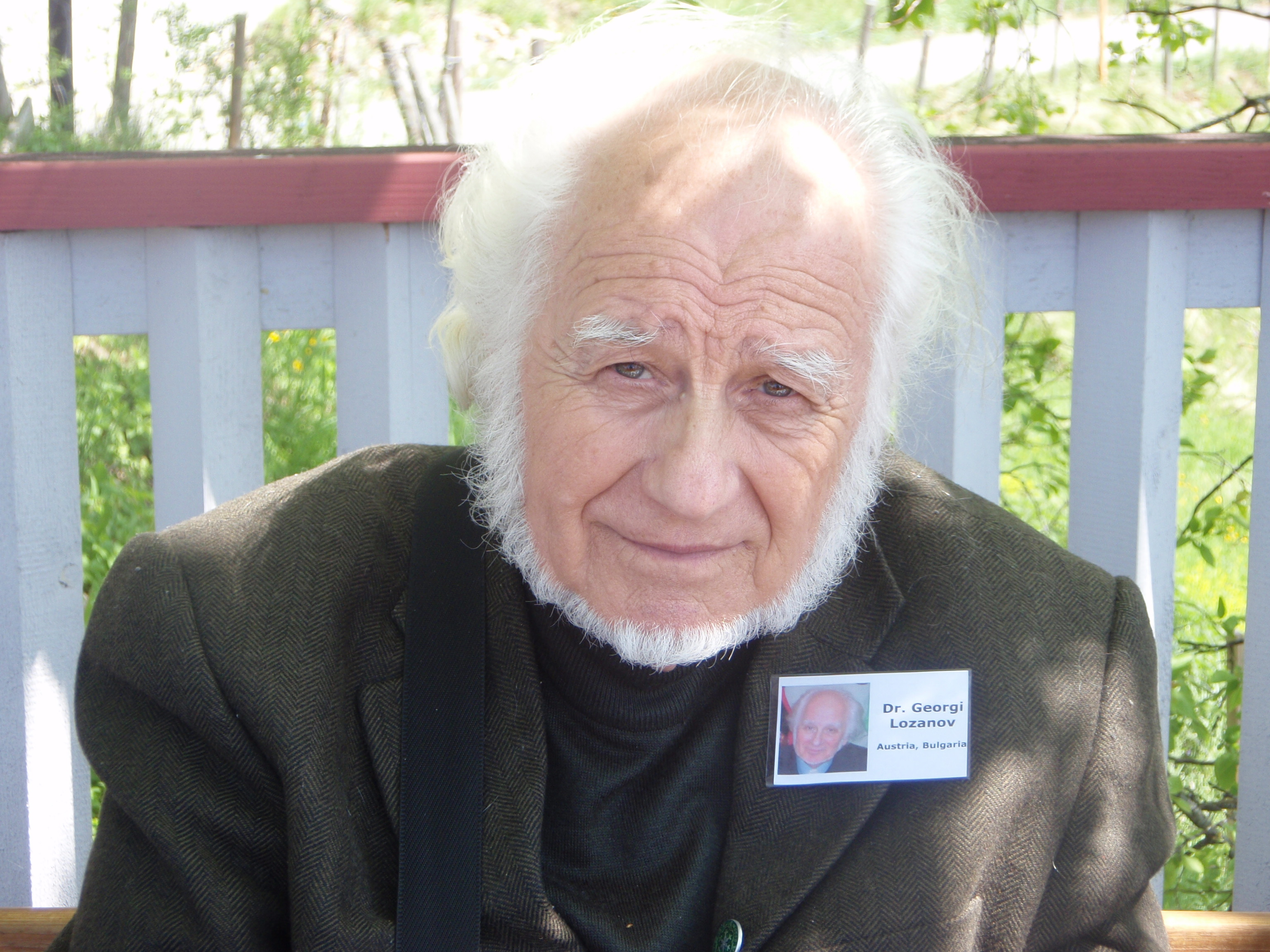
Lozanov en 2008

Georgi Lozanov,  Георги Лозанов (Sofía, 22 de julio de 1926-Sliven, 6 de mayo de 2012) fue un educador y psicólogo búlgaro que surgió en los años 1970 como una destacada figura en el campo del aprendizaje acelerado con su teoría de sugestopedia, donde varias técnicas, incluyendo la respiración y la música, así como un entorno agradable y decorado, fueron usadas para disminuir la ansiedad y, por consiguiente, realzar o mejorar el estudio.
Lozanov desarrolla su metodología bajo la premisa de que se puede aprender un idioma más rápido de lo normal. Esto se logra eliminando las “barreras psicológicas”  que bloquean el aprendizaje en los alumnos. Estas barreras se inhiben volviendo el ambiente de clase mucho más agradable para el alumno. Decorar el salón con pósteres que estimulen su aprendizaje periférico y el uso de las bellas artes. 
Ante esto, su teoría aplicada a la enseñanza de lenguas busca crear una rápida fluidez oral avanzada. Este rápido aprendizaje parte de un extenso conocimiento en parejas de palabras.
El método de la sugestopedia se basa en 4 principios: 1) se fundamenta en la sugestión. 2) Busca la activación del cerebro. 3) Persigue la integración consciente-paraconsciente. 4) plantea que el aprendizaje puede darse en un ambiente de alegría libre de tensión.
Dentro del método de la sugestopedia se hace uso de diferentes tipos de herramientas, las psicológicas que tienen que ver con el organizar los contenidos de una forma terapéutica, psicofísica y emocional. También están las herramientas didácticas en las que se integran el idear diferentes formas de presentar un mismo material. Por último se encuentran las herramientas artísticas que son el utilizar afiches artísticos, diversos tipos de música, dramatizaciones e historias. 
Existen 5 elementos fundamentales que generan las condiciones necesarias para llevar a cabo la sugestopedia, los cuales se explican en la siguiente tabla: 
| Música             | Puede modificar ondas cerebrales ayudando en la concentración, centrando la atención en el interior y no en el exterior.                                  |
| Relajación         | Es necesario una armonía entre el cuerpo y la mente; la relajación cuida el ritmo cardíaco y la respiración alcanzando una coordinación y ritmo efectivo. |
| Respiración        | Ya que el cerebro ocupa alrededor de tres veces más oxígeno que el cuerpo para funcionar correctamente, es necesario aprender a respirar rítmicamente.    |
| Ritmo sincronizado | Percibir el ritmo del cuerpo, la respiración y los latidos siendo este el momento idóneo para la sugestopedia.                                            |
| Material           | Debe estar organizado y éste no debe ser improvisado. |

En 1966, fundó el International Centre for Desuggestology, donde continuó sus estudios de su metodología hasta su muerte.